# Austroassiminea
Austroassiminea is een geslacht van weekdieren uit de klasse van de Gastropoda (slakken).

## Soort
- Austroassiminea letha Solem, Girardi, Slack-Smith & Kendall, 1982